# Grote buidelmarter
De grote of vlekstaartbuidelmarter (Dasyurus maculatus) is een roofbuideldier uit het geslacht der buidelmarters (Dasyurus). De wetenschappelijke naam van de soort werd voor het eerst geldig gepubliceerd door Robert Kerr in 1792. Het was tot de herintroductie van de Tasmaanse duivel in 2020 het grootste roofbuideldier op het Australische vasteland.

## Uiterlijk
De grote buidelmarter is de grootste buidelmartersoort en het dier heeft een lichaamslengte van 35 tot 75 cm en een staartlengte van 34 tot 50 cm. Het gewicht kan tot 7.0 kg bedragen. Vrouwelijke dieren zijn over het algemeen kleiner en lichter dan de mannelijke dieren. Net als de overige buidelmarters heeft deze soort een bruine vacht met kleine of grotere witte vlekken. De grote buidelmarter is echter de enige soort waarbij de vlekken ook aanwezig zijn op de staart. De buikzijde is lichter van kleur.

## Leefwijze
De grote buidelmarter leeft voornamelijk op de grond, hoewel het een uitstekende klimmer is. Over het algemeen is dit roofbuideldier 's nachts actief en slaapt het overdag in een hol dat bestaat uit een holte in bomen of rotsen of ligt de grote buidelmarter te rusten in de zon. Dit dier voedt zich voornamelijk met insecten en kleine gewervelde dieren als kikkers, hagedissen, kleine vogels, knaagdieren en zelfs kleine wallaby's. Ook aas wordt wel gegeten. De paring bij de grote buidelmarter kan tot acht uur lang duren. Dit roofbuideldier kan tot vijf jaar oud worden.

## Leefgebied
De grote buidelmarter leeft in de bossen langs de Australische oostkust van Queensland tot Victoria en Tasmanië. In Tasmanië komt de soort samen met de nauw verwante gevlekte buidelmarter (Dasyurus viverrinus) en de verwante Tasmaanse buidelduivel (Sarcophilus harrisi) voor. Op het Australische vasteland is de grote buidelmarter het grootste roofbuideldier, in Tasmanië zijn de buidelduivel en de zeer waarschijnlijk uitgestorven buidelwolf groter.
Er zijn twee ondersoorten, Dasyurus maculatus gracilis en Dasyurus maculatus maculatus. De eerste ondersoort leeft in de regenwouden van Queensland tussen Cairns en Cooktown en is bedreigd. De tweede ondersoort leeft in de eucalyptusbossen van het zuidoosten van Australië (Zuid-Queensland, New South Wales, Victoria) en Tasmanië, en heeft de status "kwetsbaar".

## Dierentuinen
De grote buidelmarter is de algemeenste buidelmartersoort in gevangenschap. Het is bovendien de een van de soorten die buiten Australië in een dierentuin wordt gehouden. De Amerikaanse dierentuinen Columbus Zoo en Omaha's Henry Doorly Zoo hebben de grote buidelmarter in de collectie. In Australië zelf is deze soort onder meer te zien in Taronga Zoo.
Nieuw-Guinese gevlekte buidelmarter (Dasyurus albopunctatus) · Dasyurus dunmalli† · Zwartstaartbuidelmarter (Dasyurus geoffroii) · Dwergbuidelmarter (Dasyurus hallucatus) · Grote buidelmarter (Dasyurus maculatus) · Dasyurus spartacus · Gevlekte buidelmarter (Dasyurus viverrinus)